# Hbomberguy
Harry Michael Brewis, (nascido em 19 de setembro de 1992), mais conhecido como Hbomberguy, é um YouTuber britânico e streamer da Twitch. Brewis produz ensaios em vídeo sobre uma variedade de tópicos, como cinema, televisão e videogames, muitas vezes combinando-os com argumentos de posições políticas e econômicas de esquerda. Ele também cria vídeos destinados a desmascarar teorias da conspiração e responder a argumentos de direita e antifeministas. Brewis é bissexual e ateu.

## Conteúdo
Brewis iniciou o canal Hbomberguy no YouTube em 28 de maio de 2006. Em 30 de março de 2022, o canal tinha mais de 1 milhão de inscritos. As técnicas de apresentação de Brewis incluem animação desenhada à mão e humor para mostrar seus pontos de vista. Seus vídeos também tratam de temas relacionados à política e justiça social, incluindo análises de argumentos e temas da alt-right. Brewis construiu seu estilo de "respostas medidas" para formar o que se tornou uma série de leituras próximas de figuras culturais como teóricos da conspiração da Terra plana, "artistas de pegação" e criadores de conteúdo que perpetuam alegações sobre o suposto efeito feminizante dos fitoestrógenos de soja.
Juntamente com sua análise política e séries de respostas medidas, Brewis vem produzindo longas resenhas de mídia e ensaios em vídeo sobre vários tópicos, como televisão, cinema, cultura da internet e videogames. Hbomberguy é um dos membros fundadores do Nebula Streaming Service como parte da Standard Creator Community, com alguns vídeos exclusivos e estendidos no serviço.

## Stream de caridade para oMermaids
De 18 a 21 de janeiro de 2019, Brewis transmitiu continuamente uma tentativa de completar Donkey Kong 64 para arrecadar dinheiro para a organização britânica de caridade transgênero Mermaids, que ele completou em 57 horas e 48 minutos. A instituição de caridade havia sido designada para financiamento pela British National Lottery, mas o financiamento foi retido e colocado sob revisão após críticas do escritor de comédia e ativista antitransgênero Graham Linehan e outros. Isso inspirou Brewis a transmitir ao vivo em apoio à caridade.
A transmissão ao vivo contou com muitos convidados notáveis, incluindo a deputada dos EUA Alexandria Ocasio-Cortez, a ativista Chelsea Manning, a atriz Mara Wilson, os jornalistas Paris Lees e Owen Jones, Adam Conover, criador de Adam Ruins Everything, o autor Chuck Tingle, Matt Christman e Virgil Texas do podcast Chapo Trap House, compositor de Donkey Kong 64 Grant Kirkhope, os designers de jogos Rebecca Heineman, Josh Sawyer, John Romero e Scott Benson, YouTubers Natalie Wynn, Lindsay Ellis, Abigail Thorn e Jim Sterling ; bem como a CEO do Mermaids, Susie Green. Colin Mochrie, Neil Gaiman, Cher, Matthew Mercer, Adam Savage, Hidetaka Suehiro e SonicFox também twittaram em apoio à transmissão ao vivo e à caridade. A transmissão ao vivo começou com uma meta de 500 dólares, mas ultrapassou essa meta e várias metas de financiamento subsequentes rapidamente. Nas primeiras 24 horas, a transmissão ao vivo arrecadou mais de 100 mil dólares. No total, mais de 347 mil dólares (265 mil libras) foram arrecadados para a caridade através da transmissão ao vivo, com mais de 659.000 pessoas assistindo a transmissão.
A transmissão ao vivo atraiu atenção e elogios. Foi descrito pelo The Guardian como "um antídoto para o pior da cultura gamer" e elogiado em uma moção apresentada no parlamento escocês pelo co-organizador do Green Party Patrick Harvie. Em julho de 2019, a revista LGBT Attitude reconheceu a transmissão ao vivo ao homenagear Brewis com um Attitude Pride Award. Mermaids também agradeceu a Brewis pela transmissão ao vivo em sua conta no Twitter.

## Recepção
Brewis foi elogiado pela crítica pelo formato e comentários de seu canal no YouTube. Sua análise em vídeo do quadrinho do Ctrl+Alt+Del "Loss" recebeu elogios da crítica: foi selecionado pelo Polygon como um dos dez melhores video essays de 2018 e foi indicado três vezes no Sight & Sound coleção das críticas videográficas mais marcantes de 2018, com o crítico de cinema e cineasta britânico Charlie Lyne afirmando: "O confiável e excelente H. Bomberguy empurrou o video essay do YouTube para um novo território com esta boneca Matryoshka de um upload: uma crítica em camadas da webcomic de jogos Ctrl + Alt+Del, o clássico de mau gosto de Tommy Wiseau The Room e o próprio video essay do YouTube. Para completar, é um filme de terror". Seu vídeo sobre VHS, que foi produzido em colaboração com Shannon Strucci, foi elogiado pela TenEighty Magazine como um excelente "mergulho profundo" no tópico.